# Anodontoides ferussacianus
Anodontoides ferussacianus is een tweekleppigensoort uit de familie van de Unionidae. De wetenschappelijke naam van de soort is voor het eerst geldig gepubliceerd in 1834 door I. Lea.